# Janni Arnth
Janni Arnth Jensen, né le 15 octobre 1986, est une footballeuse internationale danoise.
Elle a notamment joué pour le club danois de Fortuna Hjørring, le club suédois de Linköpings FC, le club anglais d'Arsenal, en Italie pour la Fiorentina et pour les Rangers en Écosse.

## Biographie

### Carrière en club
Janni Arnth joue pour le Fortuna Hjørring à partir de janvier 2007.
En août 2014, elle signe pour le Linköpings FC et fait ses débuts pour le club lors de la finale de la Coupe de Suède contre le Kristianstads. Elle remporte la Damallsvenskan en 2016 avec le Linköpings et signe un nouveau contrat de deux ans avec le club en novembre 2016. Après le départ de Magdalena Eriksson à la mi-saison en 2017, Janni Arnth est nommée capitaine du Linköpings FC.
En novembre 2018, la joueuse signe pour rejoindre le club anglais d'Arsenal, le transfert est effectif en janvier 2019,,,.
Après un passage dans le club italien de la Fiorentina, Janni Arnth signe pour le club écossais des Rangers en septembre 2021. Le 27 septembre 2022, elle annonce sa retraite du football.

### Carrière internationale
Lors du tournoi de football féminin du Festival olympique de la jeunesse européenne de 2003 , Janni Arnth Jensen dispute la finale contre la Suisse que le Danemark remporte aux tirs au but après un match nul 1-1 au stade Charléty à Paris.
La joueuse fait ses débuts internationaux en senior en janvier 2010, lors d'une victoire 2-1 contre le Chili. Elle est sélectionnée par Kenneth Heiner-Møller pour l'Euro féminin de 2013.

## Palmarès
- Fortuna Hjørring:
  - Elitedivisionen: 2009-2010
- Linköpings FC:
  - Damallsvenskan: 2016 et 2017[11]
  - Coupe de Suède féminine de football: 2013-2014
- Rangers Women's Football Club:
  - Championnat d'Écosse féminin de football: 2021-2022